# Brassaget
'Brassaget foi um oficial francês do exército miguelista. O seu nome surge por vezes erradamente grafado em textos coevos como "Bressaget".

## História
Chegado a Portugal no início do Verão de 1833, integrado no séquito de oficiais que acompanhava o General Conde de Bourmont, foi sendo promovido de major a brigadeiro graças à bravura demonstrada em várias ocasiões, nomeadamente no Cerco do Porto e na tentativa falhada de reconquista de Lisboa por parte das tropas miguelistas.
Destacou-se igualmente em Pernes, onde a sua acção e atitude destemida contribuíram para minorar os efeitos da derrota sofrida pelos legitimistas.
Morreu heroicamente na Batalha de Almoster (18 de Fevereiro de 1834) quando seguia à cabeça da sua brigada na carga ascendente sobre o inimigo, minutos depois de assumir o comando dessa mesma carga em substituição do General Santa Clara, entretanto caído.
Trata-se porventura do caso de mais rápida ascensão registado até hoje no exército português, já que, em menos de um ano, este oficial passou de major de ordenanças a brigadeiro.